# Enric Folgosa Martí
Enric Folgosa Martí (Barcelona, juliol de 1959), més conegut com a Enric Martí, és un fotoperiodista català, especialitzat en treballs per a agències internacionals de premsa.
Autodidacta, va aprendre l'ofici a finals dels anys 80 treballant per a France Press i Reuters. Va viatjar a diversos països de l'Amèrica Central i més endavant va anar a Jerusalem. També va cobrir la guerra del Golf i fou present durant els conflictes als Balcans, fins que el 1995 va anar a treballar per a Associated Press al Caire, des d'on va viatjar a Àfrica, Àsia i Orient Mitjà. Es pot veure obra seva a la col·lecció de fotografia del Museu Nacional d'Art de Catalunya.

## Premis i reconeixements
- Premi Bayeux[2]
- Premi Ortega y Gasset
- Premi FotoPres
- Premi World Press Photo
- Premi Julio Fuentes